# Rossana de los Ríos
Rossana de los Ríos (Asuncion, 16 september 1975) is een voormalig professioneel tennisspeelster uit Paraguay. Zij speelt rechtshandig en heeft een tweehandige backhand. Zij was ruim twintig jaar actief in het proftennis, van 1989 tot en met 2010.
Zij trouwde in februari 1994 met de voetballer Gustavo Neffa, en speelde onder de naam Neffa-de los Ríos tot december 2004. Zij was toen een van de weinige moeders in het WTA-circuit. In 2002 vertelde zij in een interview dat het lastig is toptennis met het moederschap te combineren, hoewel haar man en dochter met haar meereisden.

## Loopbaan

### Enkelspel
De los Ríos debuteerde in 1989 op het ITF-toernooi van São Paulo (Brazilië). Zij stond in 1991 voor het eerst in een finale, op het ITF-toernooi van Francavilla (Italië) – hier veroverde zij haar eerste titel, door de Italiaanse Ginevra Mugnaini te verslaan. In totaal won zij elf ITF-titels, de laatste in 2009 in Buenos Aires (Argentinië).
In 1991 kwalificeerde De los Ríos zich voor het eerst voor een WTA-hoofdtoernooi, op het toernooi van São Paulo. Zij bereikte nooit een WTA-finale.
De los Ríos nam in 2000 deel aan de Olympische spelen in Sydney – daar bereikte zij de derde ronde.
Haar beste resultaat op de grandslamtoernooien behaalde zij op Roland Garros 2000, waar zij als kwalificante de vierde ronde bereikte. Haar hoogste positie op de WTA-ranglijst is de 51e plaats, die zij bereikte in november 2001.

### Dubbelspel
De los Ríos was in het dubbelspel minder actief dan in het enkelspel. Zij debuteerde in 1989 op het ITF-toernooi van São Paulo (Brazilië) samen met landgenote Larissa Schaerer. Zij stond in 1991 voor het eerst in een finale, op het ITF-toernooi van São Paulo (Brazilië) samen met landgenote Larissa Schaerer – zij verloren van het Argentijnse duo María José Gaidano en Cintia Tortorella. Drie weken later veroverde De los Ríos haar eerste titel, op het ITF-toernooi van Lima (Peru), weer samen met Larissa Schaerer, door het duo María Dolores Campana en Janaina Mercadante te verslaan. In totaal won zij zes ITF-titels, de laatste in 2007 in Mexico-Stad.
De los Ríos nam in 1992, samen met Larissa Schaerer, deel aan de Olympische spelen in Barcelona – zij kwamen niet voorbij de eerste ronde.
In 1993 speelde De los Ríos voor het eerst op een WTA-hoofdtoernooi, op het toernooi van San Juan, samen met landgenote Larissa Schaerer. Zij stond in 2002 voor het eerst in een WTA-finale, op het toernooi van Madrid, samen met de Spaanse Arantxa Sánchez – zij verloren van het koppel Martina Navrátilová en Natallja Zverava. Later dat jaar volgde nog een tweede finaleplaats, op het WTA-toernooi van Bahia. De los Ríos won geen WTA-titel.
Haar beste resultaat op de grandslamtoernooien is het bereiken van de tweede ronde. Haar hoogste positie op de WTA-ranglijst is de 52e plaats, die zij bereikte in mei 2003.

## Posities op deWTA-ranglijst
Positie per einde seizoen:
| jaar | rang enkelspel | rang dubbelspel |
| ---- | -------------- | --------------- |
| 1989 | –              | 514             |
| 1990 | 603            | 473             |
| 1991 | 262            | 290             |
| 1992 | 173            | 402             |
| 1993 | 117            | 655             |
| 1994 | 455            | –               |
|      |                |                 |
| 1999 | 275            | 297             |
| 2000 | 77             | 337             |
| 2001 | 51             | 151             |
| 2002 | 88             | 58              |
| 2003 | 151            | 101             |
| 2004 | 195            | 659             |
| 2005 | 383            | 489             |
| 2006 | 285            | –               |
| 2007 | 110            | 225             |
| 2008 | 95             | 202             |
| 2009 | 103            | –               |
| 2010 | 147            | –               |

## Palmares
| Legenda                |
| ---------------------- |
| Grandslamtoernooi      |
| Olympische Spelen      |
| Year-End Championships |
| Tier I                 |
| Tier II                |
| Tier III               |
| Tier IV & V            |

### WTA-finaleplaatsen enkelspel
geen

### WTA-finaleplaatsen vrouwendubbelspel
| nr.              | finale     | toernooi   | ondergrond | partner         | tegenstandsters                      | score    |         |
| ---------------- | ---------- | ---------- | ---------- | --------------- | ------------------------------------ | -------- | ------- |
| gewonnen finales |            |            |            |                 |                                      |          |         |
| geen             |            |            |            |                 |                                      |          |         |
| verloren finales |            |            |            |                 |                                      |          |         |
| 1.               | 2002-05-25 | WTA Madrid | gravel     | Arantxa Sánchez | Martina Navrátilová Natallja Zverava | 2-6, 3-6 | details |
| 2.               | 2002-09-14 | WTA Bahia  | hardcourt  | Émilie Loit     | Virginia Ruano Pascual Paola Suárez  | 4-6, 1-6 | details |

## Resultaten grandslamtoernooien
| Legenda | Legenda                          |
| ------- | -------------------------------- |
| g.t.    | geen toernooi gehouden           |
| l.c.    | lagere categorie                 |
| –       | niet deelgenomen                 |
| G       | uitgeschakeld in de groepsfase   |
| 1R      | uitgeschakeld in de eerste ronde |
| 2R      | uitgeschakeld in de tweede ronde |
| 3R      | uitgeschakeld in de derde ronde  |
| 4R      | uitgeschakeld in de vierde ronde |
| KF      | uitgeschakeld in de kwartfinale  |
| HF      | uitgeschakeld in de halve finale |
| F       | de finale verloren               |
| W       | het toernooi gewonnen            |
| w-v     | winst/verlies-balans             |

### Enkelspel
| Australian Open | –  | 1R | –  | 2R | 2R | 1R | –  | –  | 1R | 1R |
| Roland Garros   | –  | –  | 4R | 2R | 3R | 1R | 1R | 1R | 1R | 2R |
| Wimbledon       | –  | –  | 1R | 1R | 2R | 1R | –  | 1R | 2R | 1R |
| US Open         | 1R | –  | 1R | 1R | 2R | –  | –  | 2R | 1R | –  |

### Vrouwendubbelspel
| Toernooi        | 2002 | 2003 |    | 2008 |
| --------------- | ---- | ---- | -- | ---- |
| Australian Open | 1R   | 1R   | –  |      |
| Roland Garros   | 1R   | 2R   | 2R |      |
| Wimbledon       | 1R   | 1R   | –  |      |
| US Open         | 2R   | 1R   | –  |      |

### Gemengd dubbelspel
| Toernooi        | 2002 | 2003 |
| --------------- | ---- | ---- |
| Australian Open | –    | –    |
| Roland Garros   | –    | –    |
| Wimbledon       | 1R   | 2R   |
| US Open         | –    | –    |